# Moto Guzzi Quota
La Quota è una motocicletta Moto Guzzi presentata nel 1992 con motorizzazione da 1000  cm³ e prodotta sino al 2001; le ultime versioni dal 1998 beneficiarono di un aumento della cilindrata a 1.100 cm³.
Altre modifiche furono una sella più bassa, un frontale con faro unificato di nuovo disegno, freni Brembo, steli forcella di diametro maggiore.

## Il contesto
Questa moto è una grossa enduro accreditata da un ottimo telaio e motore (nella solita configurazione bicilindrica a V). Rispetto agli altri modelli Guzzi del periodo equipaggiati dallo stesso tipo di motore, l'erogazione della potenza è stata leggermente addolcita per semplificare l'utilizzo in fuoristrada.
Certamente il suo peso, di circa 245 kg, non favoriva la guida sugli sterrati, in compenso era dotata di un'agilità insospettabile per la mole e la carenatura abbastanza estesa era protettiva anche a velocità elevate, favorendo il suo utilizzo sia stradale che autostradale.
Il mancato rilancio commerciale della casa motociclistica dell'"Aquila" provocò, a questa bella e innovativa moto, scarsa pubblicità.
L'acquisizione da parte dell'Aprilia, che nel frattempo aveva presentato la ETV 1000 Caponord, ne decretò la fine della produzione.
Alla fine del 2007, è stata sostituita dalla Moto Guzzi con il nuovo modello Stelvio.